# Sapperton (Gloucestershire)
Sapperton é uma paróquia e aldeia do distrito de Cotswold, no condado de Gloucestershire, na Inglaterra. De acordo com o Censo de 2011, tinha 412 habitantes. Tem uma área de 15,86 km².